# يان تايلور (لاعب كرة قدم)
يان تايلور (بالإنجليزية: Ian Taylor)‏ هو لاعب كرة قدم بريطاني في مركز جناح ‏، ولد في 23 مايو 1948 في أبردين في المملكة المتحدة. لعب مع سانت جونستون ونادي أبردين ونادي ماذرويل وإلغين سيتي ‏.

## وصلات خارجية
- يان تايلور على موقع قاعدة بيانات كرة القدم.إي يو (الإنجليزية)
- يان تايلور على موقع عالم كرة القدم.نت (الإنجليزية)